# Comuna Artasiv, Jovkva
Artasiv (în ucraineană Артасів) este o comună în raionul Jovkva, regiunea Liov, Ucraina, formată din satele Artasiv (reședința) și Mohîleanî.

## Demografie
Componența lingvistică a comunei Artasiv
     Ucraineană (100%)
Conform recensământului din 2001, toată populația comunei Artasiv era vorbitoare de ucraineană (100%).